# 莫雷利亚
莫雷利亚（1545年至1828年間稱為華亞度列 Valladolid）是墨西哥米却肯州的一座城市，也是该州的首府，人口608,049（2005年）。
莫雷利亚老城区是联合国教科文组织认定的世界遗产。

## 友好城市
- 美国亚基马
- 美国富勒顿
- 美国堪萨斯城